# روزا غرونبيرغ
روزا غرونبيرغ (بالسويدية: Rosa Grünberg)‏ هي مغنية أوبرا ومغنية وممثلة سويدية، ولدت في 4 يناير 1878 بستوكهولم في السويد، وتوفيت في 11 أبريل 1960.

## وصلات خارجية
- روزا غرونبيرغ على موقع IMDb (الإنجليزية)
- روزا غرونبيرغ على موقع قاعدة بيانات الأفلام السويدية (السويدية)
- روزا غرونبيرغ على موقع قاعدة بيانات الفيلم (الإنجليزية)